# Vladislav Gajda
Vladislav Gajda (17. července 1925 Moravská Ostrava – 4. ledna 2010 Ostrava) byl český sochař, medailér, plastik a kreslíř. Podílel se na řadě plastik a soch nejen v ostravském regionu, ale celého Moravskoslezského kraje. Jedním z jeho nejvýznamnějších děl je kamenná stěna na stanici pražského metra Kačerov, kterou vytvořil během let 1972–1973.

## Život

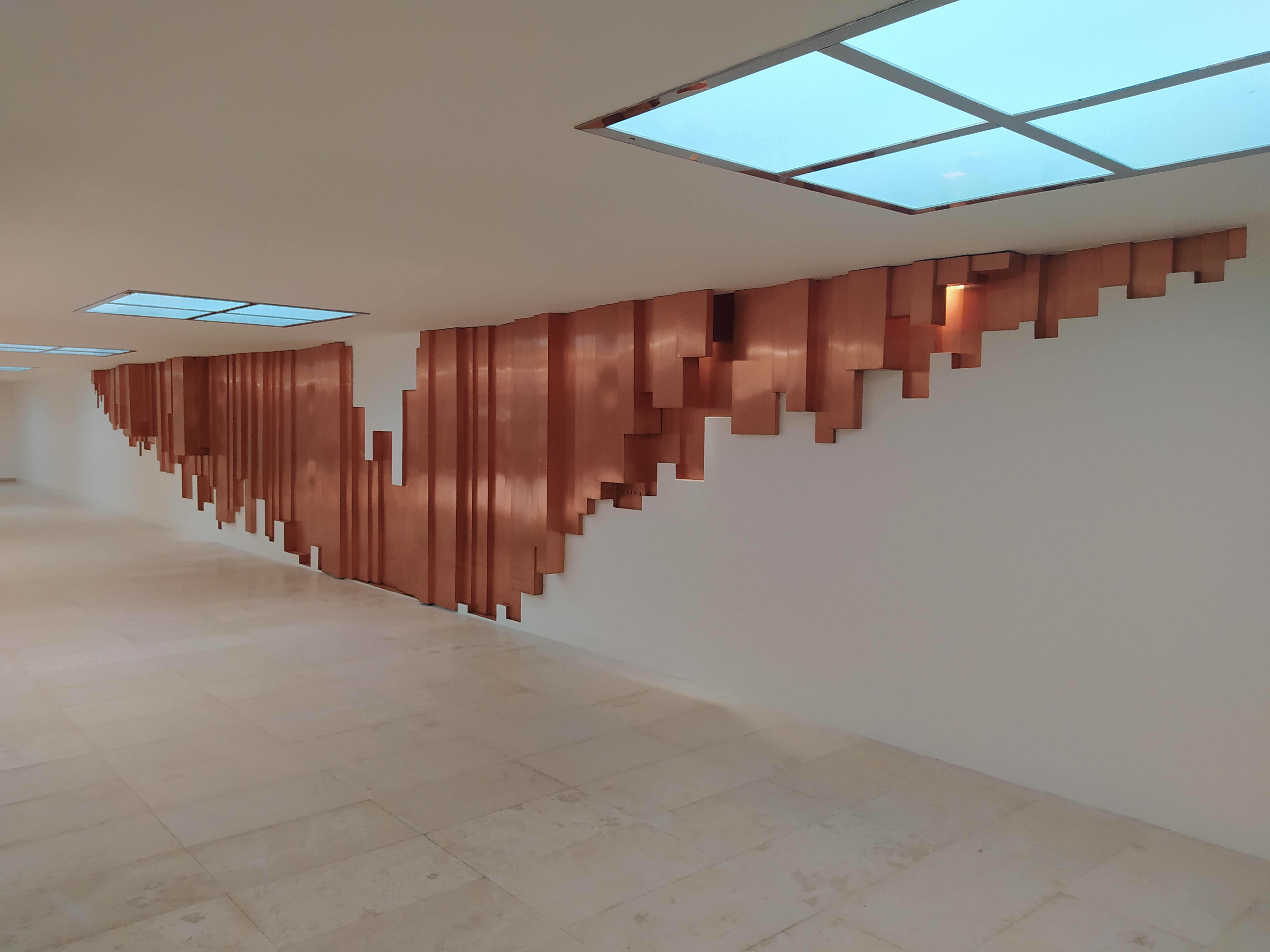
Prométheus / Rozmach vědy, techniky a civilizace v budově rektorátu Vysoká školy báňské – Technické univerzity Ostrava

Pocházel z havířské rodiny, která bydlela v kolonii Šalamoun. Na radu otce Eduarda se od 1941 učil v místní kamenické dílně R. Vávry, kde se zhotovovaly náročné plastiky a pomníky a kde potkal svého prvního učitele, akademického sochaře K. Vávru, žáka O. Španiela. Poté studoval nejprve sochařsko-kamenickou školu v Hořicích a později na pražské Akademii výtvarného umění u profesora Jana Laudy. Zprvu se věnoval především figurálně tvorbě, ale po návštěvě Spojeného království v 60. letech 20. století ho inspiroval Henry Moore, a tak rozšířil svou tvorbu také na nefigurální díla.
Vedle děl se sociálními motivy: Památník revolučních bojů, Slezská píseň, Nikdy bídu, nikdy válku, vytvářel i řadu poetických realizací. Významným dílem se stal cyklus s názvem Otvírání kamene z 80. let, který se stal díky technice stříkání písku do kamene, převratem v sochařském umění.
Byl ostravským levicovým intelektuálem, miloval život, umění, divadlo, film, poezii a také hudbu. V jeho třebovickém ateliéru se scházeli podobně naladěné osobnosti a tvůrci ostravského regionu z různých uměleckých oborů.
V roce 1986 byl jmenován zasloužilým umělcem.

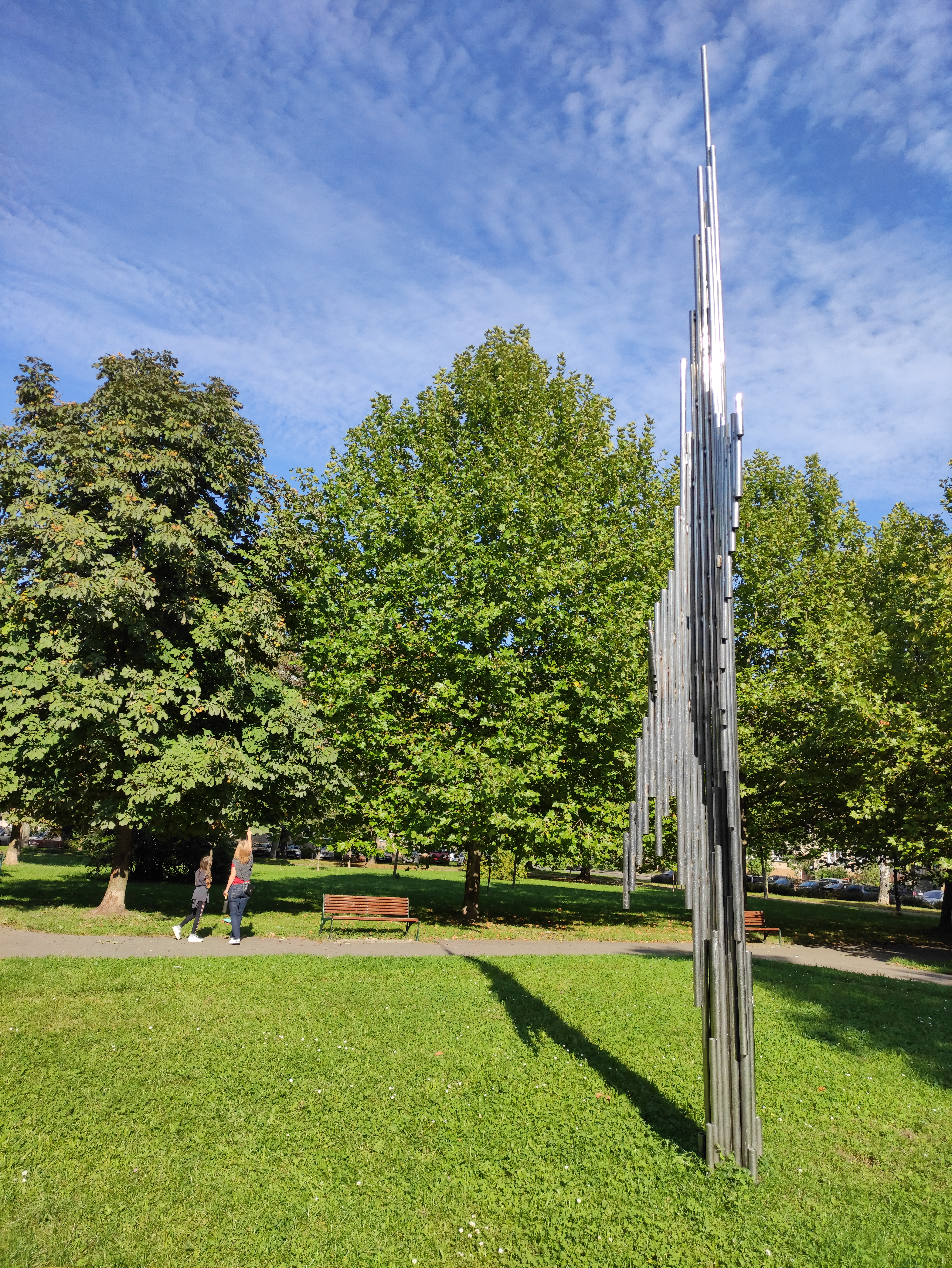
Vertikála v Ostravě-Porubě

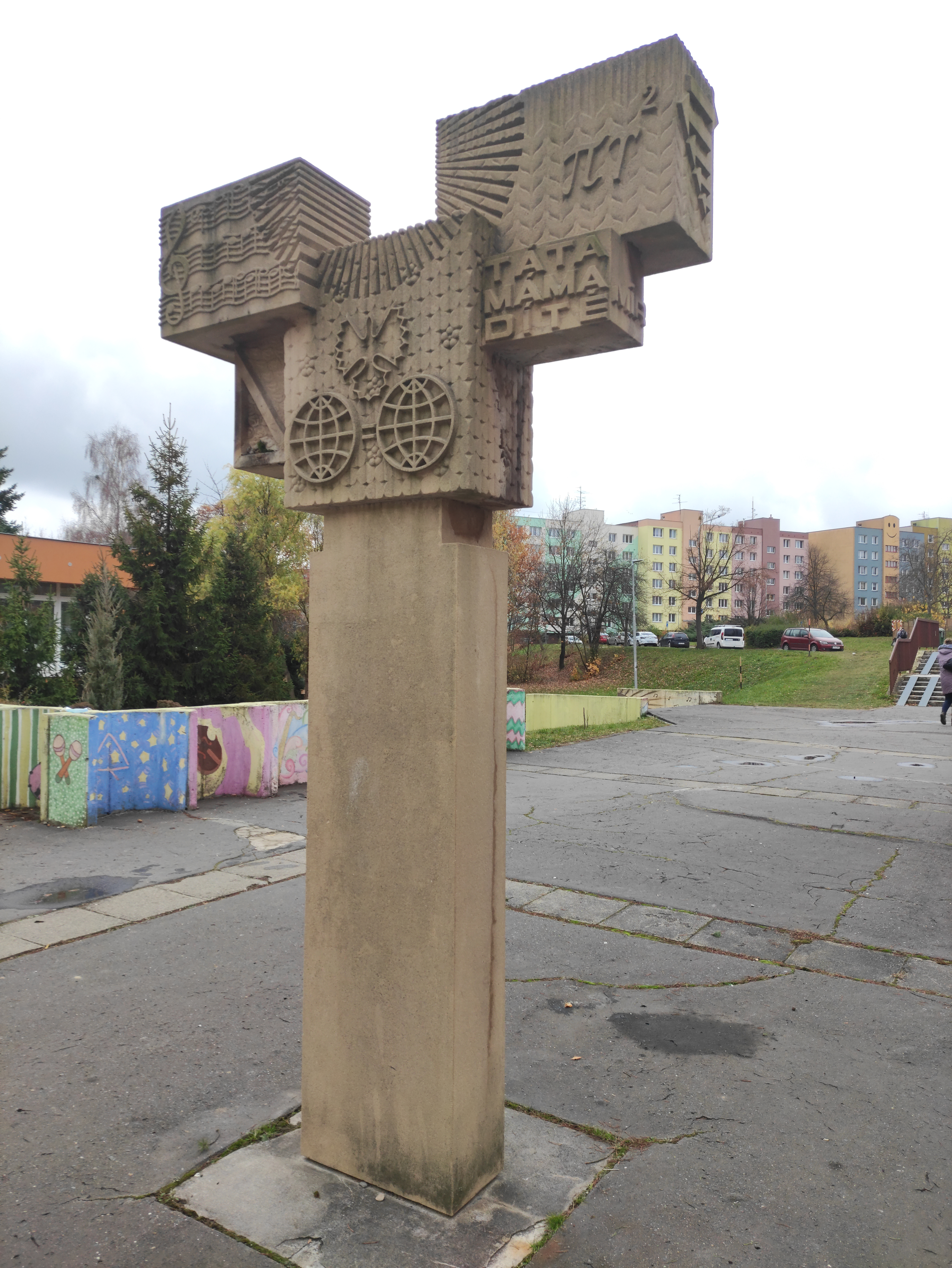
Člověk socialistické přítomnosti a poznání světa v Ostravě-Porubě

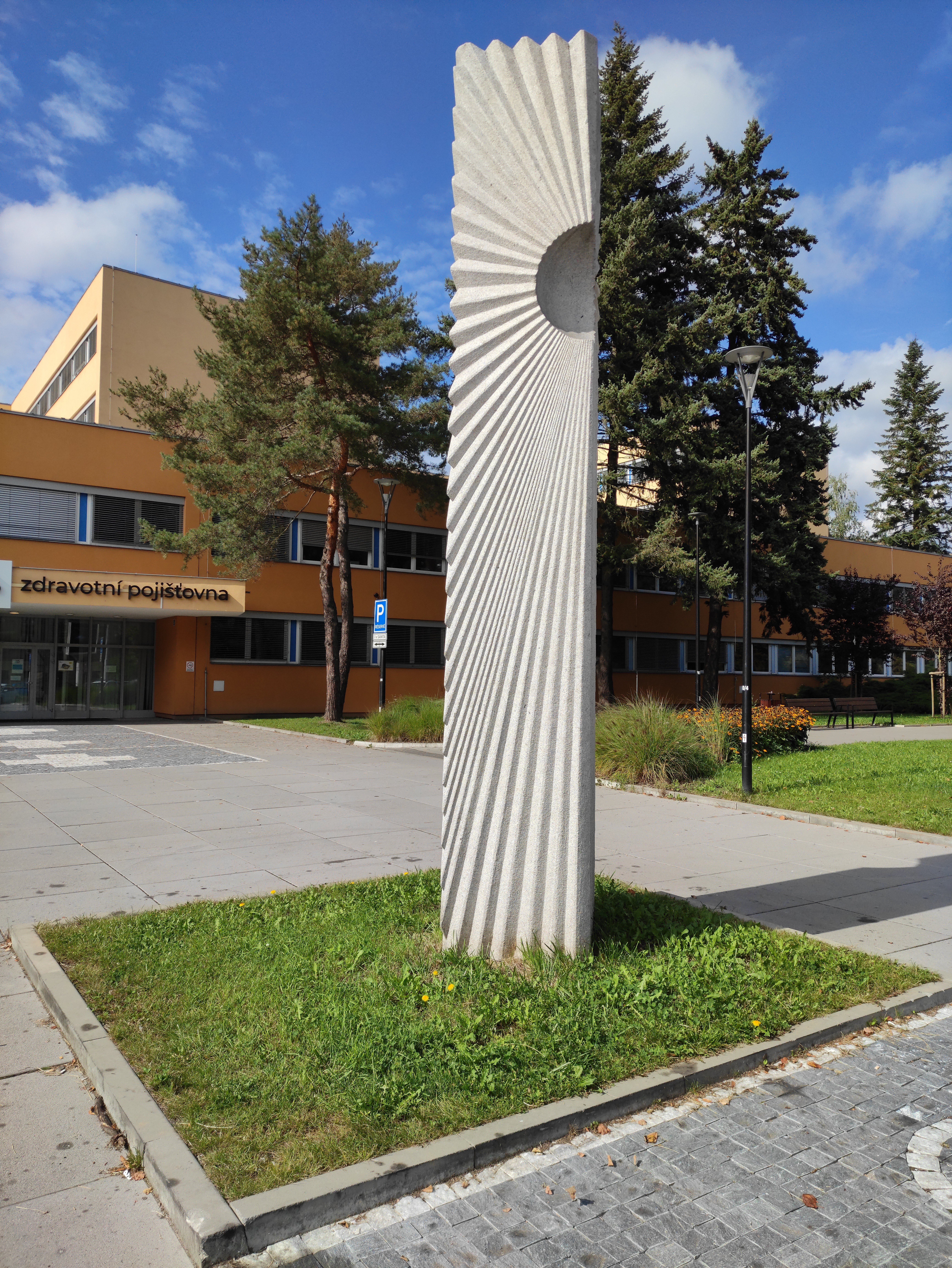
Slunce, Fakultní nemocnice Ostrava

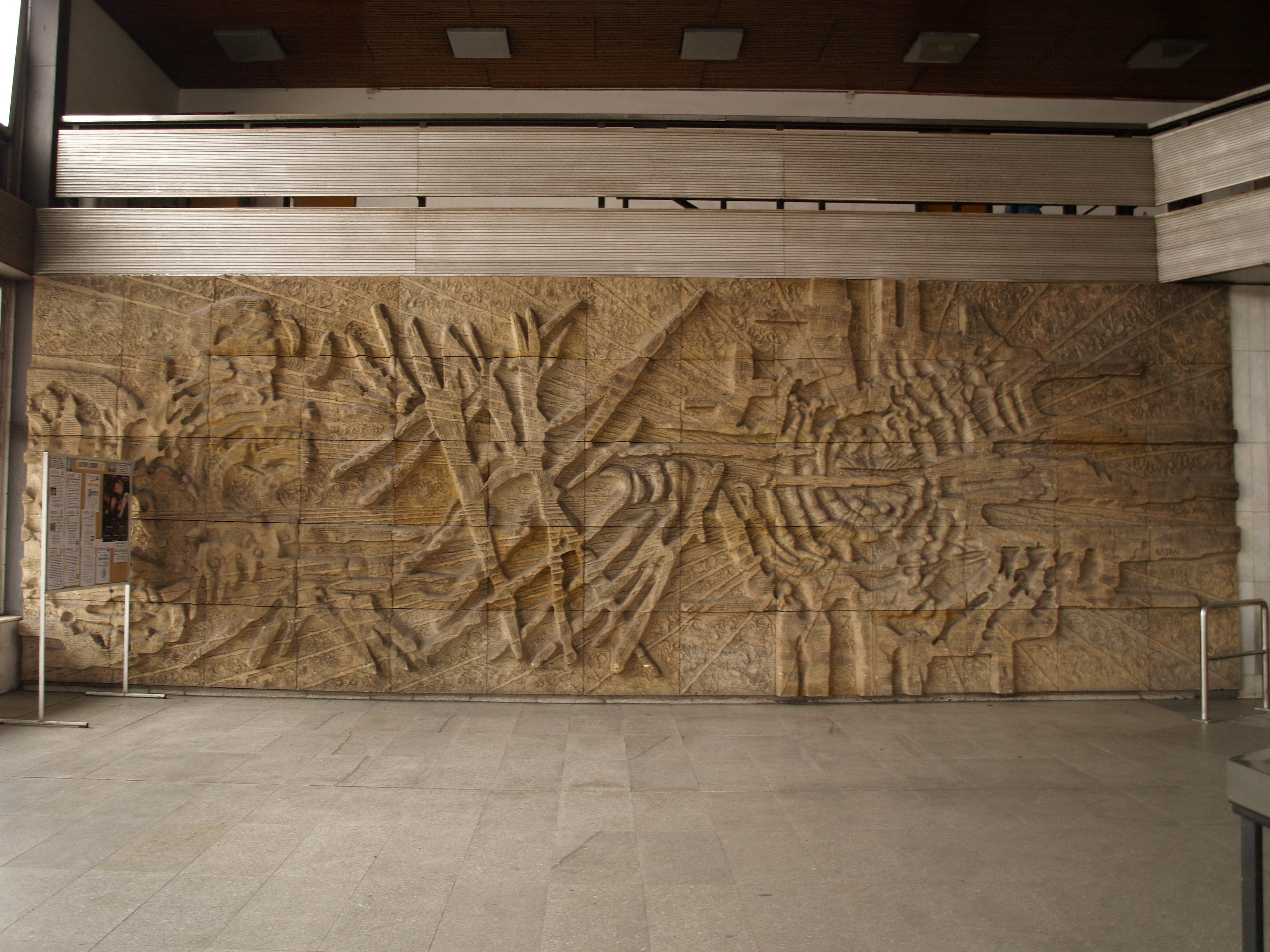
nástěnný reliéf stanice metra Kačerov

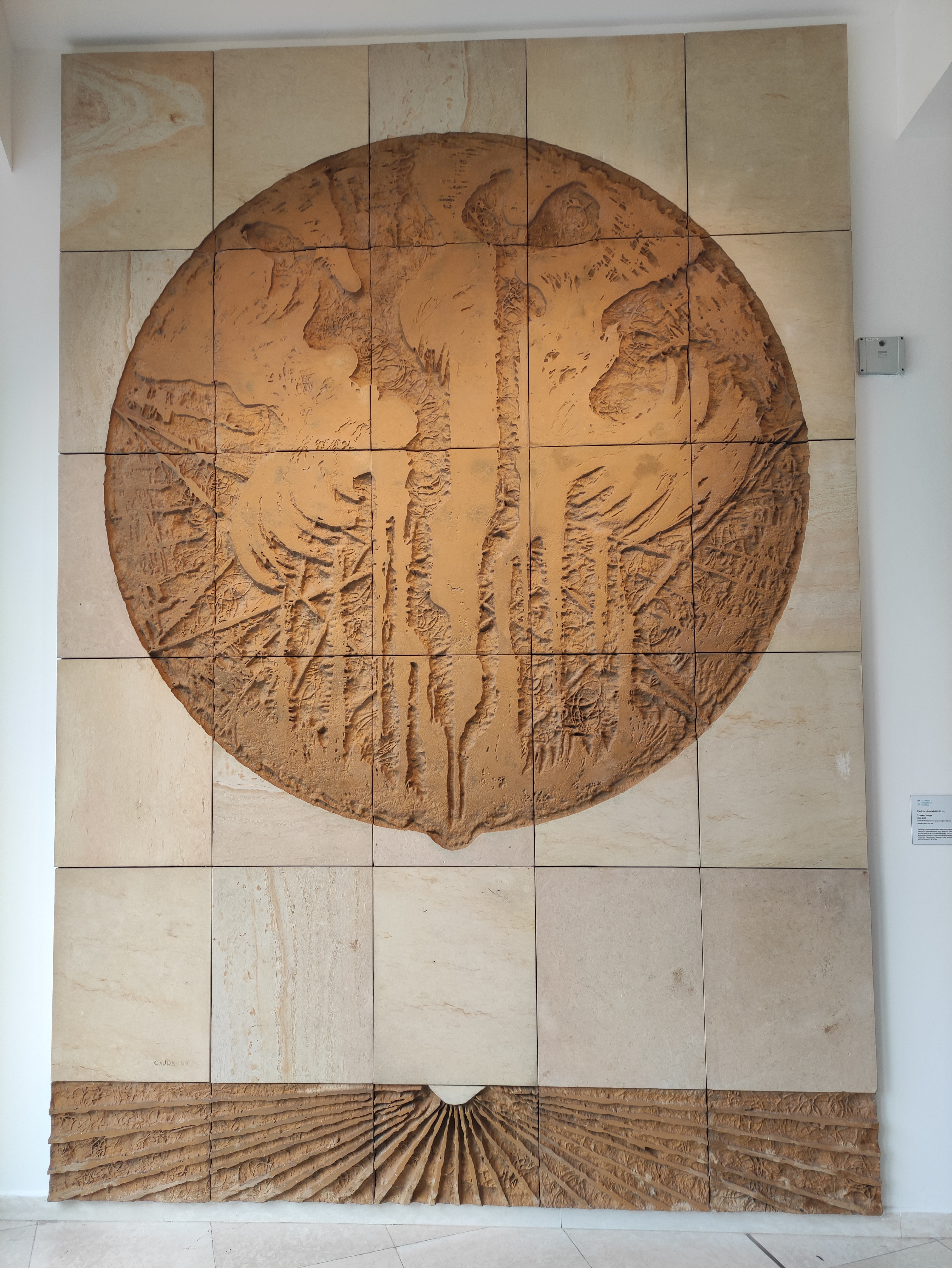
Zrození železa, Vysoká škola báňská – Technická univerzita Ostrava

Měl 4 děti, syny Jana, Jakuba a dcery Gabrielu a Ivu. Jeho synové se rozhodli pokračovat v jeho stopách a stali se akademickými sochaři či restaurátory Moravskoslezského kraje. Jakub je také přednášejícím oboru architektury na VŠB - Technické univerzitě Ostrava.

## Dílo
Vedle děl s protiválečnými a sociálními motivy: Památník revolučních bojů, Slezská píseň, Nikdy bídu, nikdy válku, vytvářel i řadu poetických realizací. 
Významným dílem se stal cyklus s názvem Otvírání kamene z 80. let, který patřil díky technice stříkání písku do kamene k novinkám v sochařském umění.
Jeho nejznámější ostravskou sochou se stalo sousoší pojmenované Památník revolučních bojů, které bylo do centra Ostravy instalováno v roce 1965. Práci na něm započal už během svých studií v roce 1951. Měl připomínat stávku na jámě Trojice, při níž bylo v roce 1884 zastřeleno dvanáct horníků. Z abstraktní polohy jeho tvorby stojí za zmínku žulová plastika Kubus (1968) na sídlišti Nová Ostrava v Ostravě- Porubě.
Vytvořil také desítky menších plastik, plaket a medailí. Pro Svaz československých spisovatelů 1957 zhotovil medaili k poctě 90. narozenin Petra Bezruče a navrhoval ryté i ražené medaile, např. k výročí 8. střeleckého pluku v Místku (1969) či k 25. a 30. výročí založení Vysoké školy báňské v Ostravě (1970 a 1975); poté je vystavoval na souborných anebo samostatných výstavách nejen na severní Moravě, ale i v Praze a zahraničí (např. Amsterdam, Coventry, Lodž, Katovice, Varadero, Varšava, Volgograd).
Vysoká škola báňská – Technická univerzita Ostrava vystavuje 3 díla Vladislava Gajdy ve svém Univerzitním muzeu.
Autorsky také spolupracoval na několika dílech s Ivo Klimešem (*1932) a dalšími umělci.